# کیوریاگ
کیوریاگ (به لاتین: Kyuryag) یک منطقهٔ مسکونی در روسیه است که در داغستان واقع شده‌است.